# Ju (cognome)
Ju (주?, 主, 周, 朱, 株, 珠?) è un cognome di lingua coreana.

## Possibili trascrizioni
Choo, Chow, Chu, Jew, Joo, Jou, Zoo, Zu.

## Origine e diffusione
Come cognome, Ju può essere scritto con uno dei due hanja, uno che significa "rosso" (朱; 붉을 주), e l'altro che significa "intorno" (周; 두루 주). Il primo ha un unico bon-gwan (Wu Yuan, Cina), mentre il secondo ne ha quattro (Sangju, Gyeongsangbuk-do; Chogye- myeon, Hapcheon-gun, Gyeongsangnam-do; Cheorwon-gun, Gangwonnam-do e Anui-myeon, Hamyang-gun, Gyeongsangnam-do).
In uno studio dell'Istituto nazionale per la lingua coreana basato sui dati della richiesta di passaporti della Corea del Sud del 2007, è emerso che il 50,6% delle persone con questo cognome lo scriveva in lettere latine come "Ju" sui passaporti e un altro 46,9% lo scriveva come "Joo". Le ortografie alternative più rare (il restante 2,4%) includevano Chu e Choo.
Si tratta del 33º cognome per diffusione in Corea secondo i dati del Korean National Statistics Office del 2015. Nel Paese è portato da circa 232063 persone.

## Persone
- Chu Sang-song (nato nel 1933), politico nordcoreano, ex ministro della sicurezza popolare
- Chu Yo-han (1900–1976), poeta sudcoreano
- Chu Yung-kwang (1920–1982), calciatore sudcoreano
- Brian Joo (nato nel 1981), cantante sudcoreano nato negli Stati Uniti
- Dong Moon Joo, uomo d'affari coreano-statunitense
- Joo Hee-jung (nato nel 1977), giocatore di basket sudcoreano
- Joo Hee-sun, regista di video musicali sudcoreani
- Joo Hyeon-woo (nato nel 1990), calciatore sudcoreano
- Joo Hyong-jun (nato nel 1991), pattinatore di velocità sudcoreano
- Joo Hyun (nato Joo Il-choo, 1941), attore sudcoreano
- Joo Hyun-jung (nato nel 1982), arciere sudcoreano
- Joo Hyun-mi (nato nel 1961), cantante di trotto sudcoreano
- Hyung-ki Joo, pianista classico britannico di origine coreana
- Joo In-young (nata nel 1978), attrice sudcoreana
- Joo Jae-duk (nato nel 1985), calciatore sudcoreano
- Joo Jin-mo (nato nel 1958), attore sudcoreano
- Joo Jin-mo (nato nel 1974), attore sudcoreano
- Joo Jong-hyuk (nato nel 1983), attore e cantante sudcoreano
- Joo Jong-hyuk (nato nel 1991), attore sudcoreano
- Judy Joo, celebre chef coreano-statunitense
- Joo Ki-hwan (nato nel 1981), calciatore sudcoreano
- Joo Min-jin (nato nel 1983), pattinatore di velocità su short track sudcoreano
- Joo Min-kyung (nata nel 1989), attrice sudcoreana
- Joo Sang-wook (nato nel 1978), attore sudcoreano
- Joo Se-hyuk (nato nel 1980), giocatore di ping pong sudcoreano
- Joo Seong-ha, giornalista nordcoreano che ha disertato in Corea del Sud nel 2002
- Joo Ye-rim (nata nel 2011), attrice bambina sudcoreana
- Ju Ho-jin (nato nel 1981), calciatore sudcoreano
- Ju Kwang-min (nato nel 1990), calciatore nordcoreano
- Ju Kwang-youn (nato nel 1985), calciatore sudcoreano
- Ju Kyu-chang (nato nel 1939), funzionario industriale nordcoreano
- Ju Ji-hoon (nato nel 1982), attore sudcoreano
- Ju Seung-jin (nato nel 1975), calciatore sudcoreano
- Ju Si-gyeong (1876–1914), linguista della dinastia Joseon